# Louis Guillaume Diepenheim

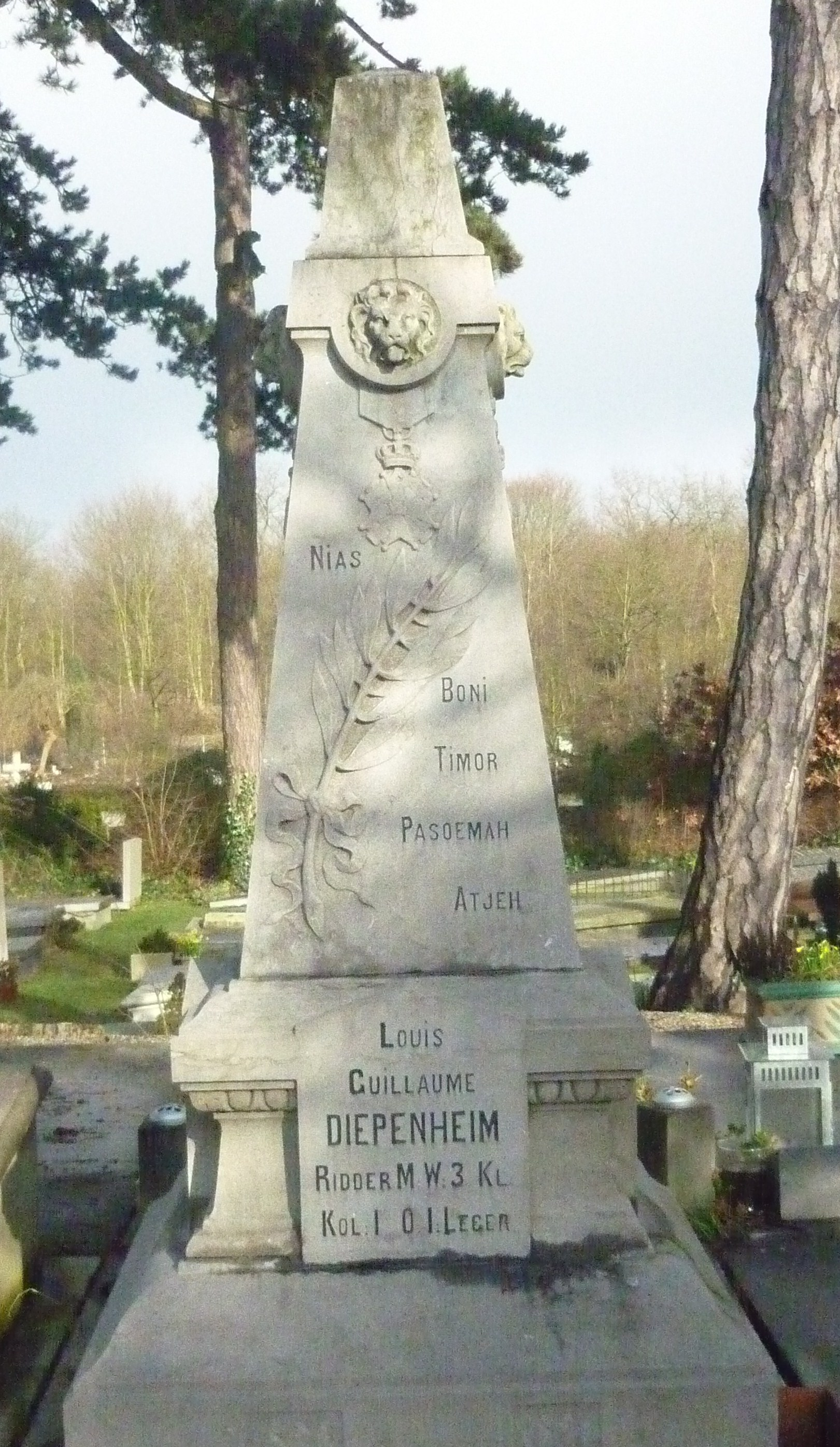
Diepenheims graf

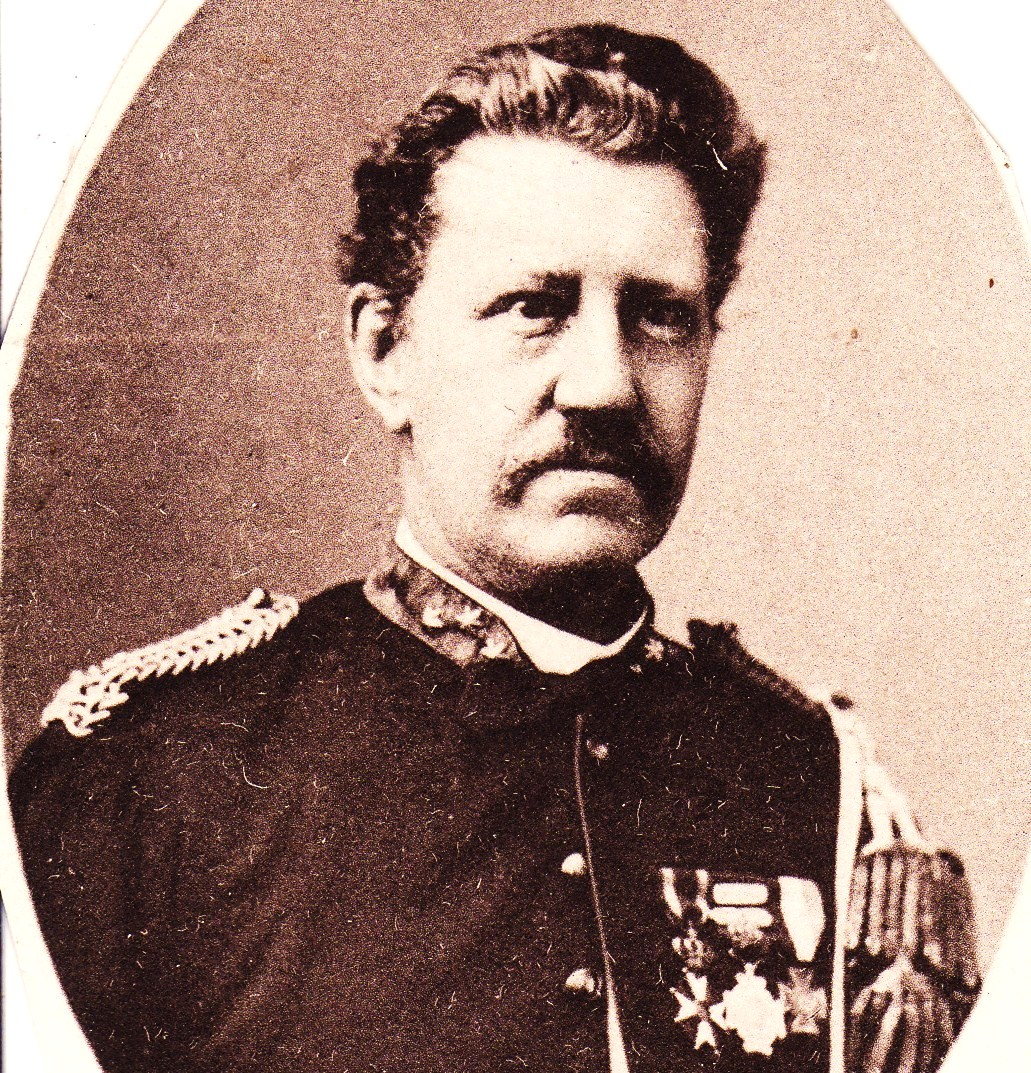
Kolonel Diepenheim

Louis Guillaume Diepenheim (1836- Den Haag, 1891) was een Nederlands kolonel, ridder  in de Militaire Willems-Orde derde klasse. Hij was de zoon van Jan Willem Casper Diepenheim (1810-1875) en Marie Henriette Burnier (1807-1866).

## Loopbaan
Diepenheim nam, als tweede luitenant, deel aan de expedities naar Nias, Boni en Timor. Hij werd, voor zijn verrichtingen tijdens de expeditie naar Nias, per Koninklijk Besluit van 17 februari 1858, benoemd tot ridder in de Militaire Willems-Orde vierde klasse. In de jaren 1864-1868 nam Diepenheim deel aan de strafexpeditie naar de Pasoemah-landen. Vanaf 1873 was hij betrokken bij de Atjeh-oorlog. Met overste Engel en kolonel Van der Heijden gaf hij leiding aan drie colonnes die vijandelijk gebied moesten doorkruisen en zuiveren.  Pas in juli 1876 was men erin geslaagd de IV en VI Moekims van inlandse opstandelingen te ontdoen. Ter bescherming van de goedgezinden werd een post te Krueng Raba opgericht. Diepenheim en majoor Lübeck werden aangewezen om ieder met een colonne van 300 man de orde te handhaven. 
Diepenheim werd bij Koninklijk Besluit van 24 maart 1877 benoemd tot officier in de Militaire Willems-Orde 3de klasse voor zijn werk ten behoeve van het Oost-Indisch Leger te Atjeh in het voorgaande jaar. Hij ligt begraven op de Algemene begraafplaats aan de Kerkhoflaan in Den Haag, samen met zijn echtgenote Caroline Christina Munder (1842-1913). Zijn begrafenis werd onder meer bijgewoond door generaal Verspyck, die een woord ter huldiging van de overledene sprak en door majoor De Wijs, die een lijkrede hield.